# SS8
A SS8 é uma locomotiva elétrica, produzida pela empresa chinesa Zhuzhou Electric Locomotive Works e usada no sistema nacional de ferrovias da República Popular da China. Está em uso somente na Jingguang line, ferrovia que liga Beijing West Railway Station com Guangzhou, Guangdong. A SS8 é baseada na sua predecessora a SS5, as SS8 estão em produção desde 1994 mas em uso comercial desde 1997. Em 24 de julho de 1998 uma locomotiva SS8 bateu o recorde de velocidade do país com 240 km/h (150 mph) em um teste entre Xuchang e Xiaoshangqiao.